# Atletica leggera ai XII Giochi panafricani - Lancio del disco maschile
La specialità del lancio del disco maschile ai XII Giochi panafricani si è svolta il 26 agosto 2019 a Rabat, in Marocco.
La competizione è stata vinta dall'egiziano Shehab Mohamed Abdalaziz, che ha preceduto il nigeriano Dotun Ogundeji (argento) e il marocchino Elbachir Mbarki (bronzo).

## Programma
| Data           | Ora | Evento |
| -------------- | --- | ------ |
| 26 agosto 2019 |     | Finale |

## Podio
| Oro     | Shehab Mohamed Abdalaziz Egitto |
| Argento | Dotun Ogundeji Nigeria          |
| Bronzo  | Elbachir Mbarki Marocco         |

## Risultati
| Class   | Nome                        | Nazione      | #1    | #2    | #3    | #4    | #5    | #6    | Risultati | Note             |
| ------- | --------------------------- | ------------ | ----- | ----- | ----- | ----- | ----- | ----- | --------- | ---------------- |
| Oro     | Shehab Mohamed Abdalaziz    | Egitto       | 51.05 | 57.41 | 59.29 | x     | x     | x     | 59.29     |                  |
| Argento | Dotun Ogundeji              | Nigeria      | 54.15 | 51.33 | 52.10 | x     | 55.28 | 57.82 | 57.82     |                  |
| Bronzo  | Elbachir Mbarki             | Marocco      | x     | x     | 48.29 | 56.92 | x     | 56.07 | 56.92     |                  |
| 4       | Mohamed Wadah Mansour       | Libia        | 56.67 | 56.58 | 56.31 | x     | 55.22 | 55.03 | 56.67     |                  |
| 5       | Christopher Jonathan Sophie | Mauritius    | 53.67 | x     | 55.88 | x     | 54.60 | x     | 55.88     | Record nazionale |
| 6       | Ryan Williams               | Namibia      | x     | 51.65 | 50.59 | x     | 47.45 | 53.01 | 53.01     |                  |
| 7       | Aly Abdelmagied             | Egitto       | x     | 46.72 | 47.21 | 44.40 | x     | 49.81 | 49.81     |                  |
| 8       | Akram Sassi                 | Tunisia      | 45.52 | 49.63 | 47.68 | x     | x     | 46.62 | 49.63     |                  |
| 9       | Mamush Taye                 | Etiopia      | 42.76 | 46.04 | 46.46 |       |       |       | 46.46     |                  |
| 10      | Sie Fahige Kambou           | Burkina Faso | x     | 45.01 | 46.33 |       |       |       | 46.33     |                  |